# Чудова ласка
«Чудова ласка» (англ. «Amazing Grace») — всесвітньо відомий християнський гімн, написаний англійським проповідником і поетом Джоном Ньютоном (1725—1807). Гімн є біографією автора, який розповідає про свої духовні пошуки упродовж життя. «Чудову ласку» опубліковано в 1779 році, а музику — в 1831 році Вірджинією Гармоні. Зараз гімн є однією із найбільш упізнаваних і популярних християнських пісень. У США гімн став невід'ємною часткою історії та культури.

## Історія написання
Джон Ньютон народився 24 липня 1725 року неподалік Лондона у сім'ї католиків. Із раннього дитинства Джон знав про гріховність людини і про благодать Бога, про рай і пекло. Однак після смерті мами він був змушений працювати на кораблі, що займався торгівлею людьми. Нові умови змінили характер Джона: він славився непокорою, поганими звичками, невідповідальністю та конфліктністю.
Березень 1748 року став поворотним у долі Джона Ньютона. Під час плавання Атлантичним океаном судно Джона потрапило у шторм; поглянувши смерті у вічі, він уперше помолився Богу. Ньютон врятувався, але цей випадок назавжди змінив його ставлення до життя.
Повернувшись на Батьківщину, Джон Ньютон докорінно змінив своє життя: одружився, влаштувався на роботу, покинувши торгівлю рабами. Також він почав осмислено читати й аналізувати Біблію, де знайшов потіху своїй душі. Згодом він став священником англіканської церкви і викладачем богослов'я.
Акумулюючи усе пережите у молоді роки і синтезуючи свої духовні пошуки, Джон відчув необхідність виразити це на папері для підбадьорення віруючих у його рідному містечку. Великий внесок у його літературній спробі зробив вірний друг Ньютона — Вільям Купер, англійський поет. Текст гімну був написаний ще у 1772 році, але разом із іншими гімнами він був анонімно виданий у 1779 році. Це і вважається офіційною датою написання гімну.

## Переклади українською і оригінальний текст
«Чудова ласка»
Чудова ласка, що знайшла
Мене у прірві зла,.........
До ніг Ісуса привела,
Життя нове дала.
Ісус мене так полюбив,
Що всі гріхи простив,.........
З Отцем навіки примирив
І небо відчинив.
Господню ласку я ціню
І щиро так люблю;.........
Навік Ісусу віддаю
Я волю всю свою.

«О дивна милість!»
О дивна милість, — ти спасла
Негідного мене!
Був втрачений, та ти знайшла
Сліпий, та бачу вже.
Це милість серцю страх дала
Й зняла мої страхи.
В чудесний час, як ти прийшла,
З'явилась віри мить.
Я небезпеки, труд важкий
І горе пережив, — 
Це ти мене вела всі дні,
Й ведеш додому ти.
Як навіть десять тисяч літ
Ми там вже проживем,
Співати будем Богу всі
Як в той найперший день.

О, дивовижна благодать
1. О, дивовижна благодать
Пропащого спасла:
Я заблукав – вона знайшла,
Сліпий був – зір дала.
2. Свій страх сперш в серце принесла,
Забрала страх весь мій;
Я полюбив цю благодать,
Коли повірив їй!
3. Слова Господні повні благ,
Надія в них моя;
Мій щит і доля Він моя
Впродовж всього життя.
4. Світити тисячі років,
Як сонце, будем ми,
Та Богу, як в той перший день,
Не стихне спів хвали.
«О благодать!»
О благодать, спасенний я
З безодні тьми і бід.
Був мертвий — чудом став живий,
Прозрів і бачу світ.
Словам Господнім вірю я,
Моя могутність в Нім,
Надія, віра Він моя
На всіх шляхах моїх.
Пролине час тисячоліть,
Загине смерті тінь.2
І вічно буду прославлять
Господню величінь.
"Втішна благодать"
переклад Т.Коковського
Яку Ти втішну благодать
Мені, мій Боже, дав,
Щоб я, пропащий і сліпий
Віднині зрячим став.

Ти серце зболене зігрів
І всі жахіття змів.
Мені до віку не забуть
Ту мить, як я прозрів!

Крізь бурі, пастки і шторми
Нам довелось пройти -
До дому рідного вкінці
Нас допровадиш Ти.

Добро і прощення гріхів
Від Господа мені,
Моя надія тільки в Нім
Довіку, по всі дні.

Забракне десять тисяч літ
Щоб славить раз у раз
Отця, і Духа, і Христа
Що нас від смерті спас.

Яку Ти втішну благодать
Мені, мій Боже, дав,
Щоб я, пропащий і сліпий
Віднині зрячим став.

«Amazing grace»
Amazing Grace, how sweet the sound,
That saved a wretch like me.
I once was lost but now am found,
Was blind, but now I see.
T'was Grace that taught my heart to fear.
And Grace, my fears relieved.
How precious did that Grace appear
The hour I first believed.
Through many dangers, toils and snares
I have already come;
'Tis Grace that brought me safe thus far
and Grace will lead me home.
The Lord has promised good to me.
His word my hope secures.
He will my shield and portion be,
As long as life endures.
Yea, when this flesh and heart shall fail,
And mortal life shall cease,
I shall possess within the veil,
A life of joy and peace.
When we've been here ten thousand years
Bright shining as the sun.
We've no less days to sing God's praise
Than when we've first begun.